# Hyperparasitisme

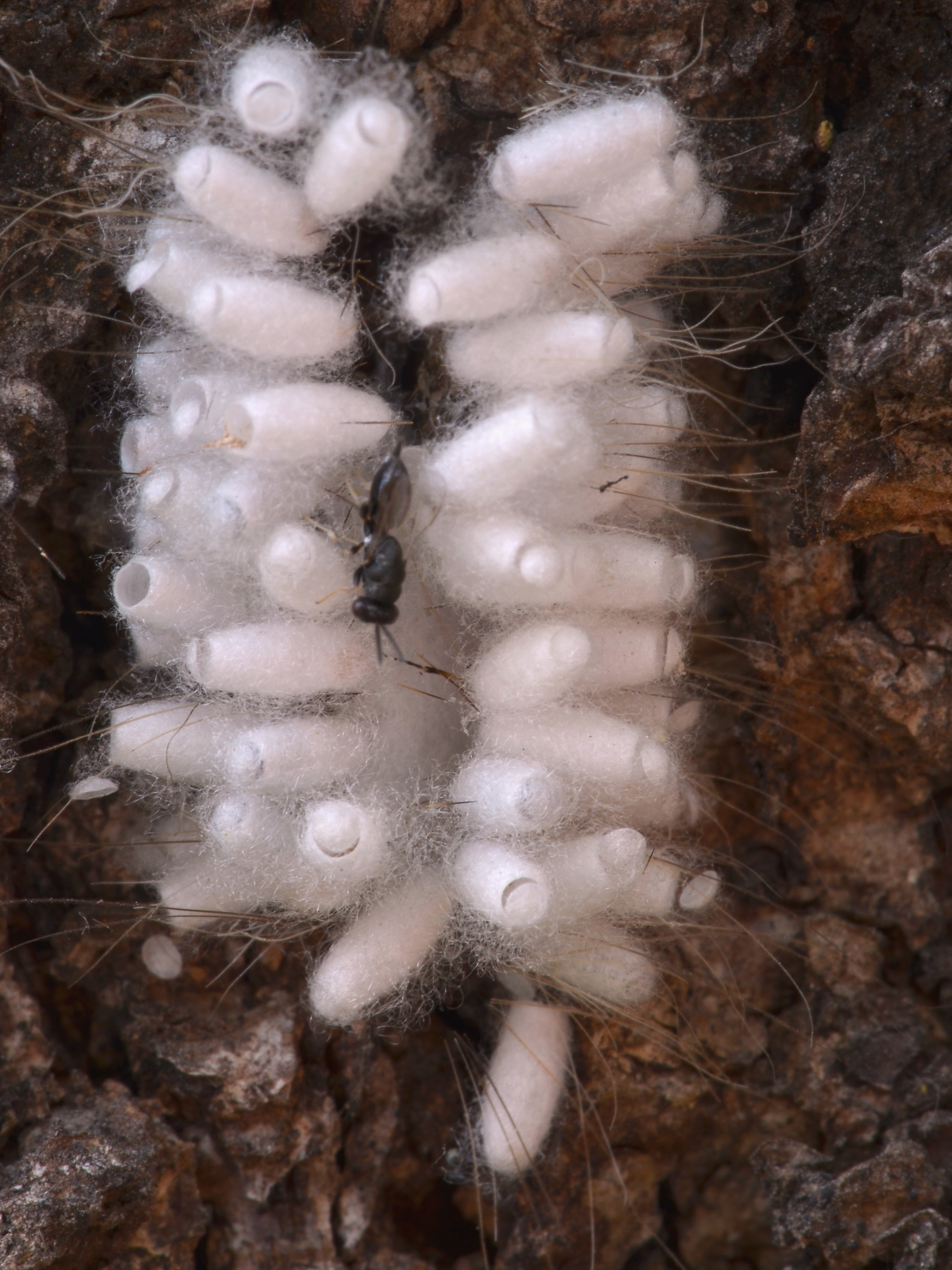
Een hyperparasitoïde wesp (Pteromalidae) op de cocons van zijn gastheer, een schildwesp (onderfamilie Microgastrinae), zelf een parasitoïde van Lepidoptera

Een hyperparasiet is een parasiet die uitsluitend leeft op andere parasieten. Hyperparasitisme komt voor bij verschillende insecten zoals sluipwespen en bij schimmels, zoals het roestparasietje op onder andere Pucciniaceae-soorten.
Een voorbeeld zijn sluipwespen die leven op rupsen; de vrouwtjes vangen en verlammen een rups en zetten hierin de eitjes af. Als ze uitkomen vreten de larven de rups levend op en kruipen uiteindelijk naar buiten waar ze verpoppen. Een andere soort sluipwesp zoekt gericht naar deze poppen van sluipwespen en legt hierin haar eitjes, waarna de larven van de ene sluipwesp de pop van de andere opeten. De hyperparasietaire sluipwesp die op de poppen van andere sluipwespen jaagt, wordt een secondaire hyperparasiet genoemd.